# Каленюк Петро Іванович
Петро́ Іва́нович Каленю́к — український математик, доктор фізико-математичних наук, професор, завідувач кафедри вищої математики, директор Інституту прикладної математики та фундаментальних наук Національного університету «Львівська політехніка». Заслужений діяч науки і техніки України.

## Життєпис
Народився 5 лютого 1947 року у с. Шмирки Волочиського району Хмельницької області
1965—1970 рр. навчався на механіко-математичному факультеті Московського державного університету імені М. В. Ломоносова, здобувши фах математика.
1970—1973 рр. навчався в аспірантурі Фізико-механічного інституту НАН України i Львівському філіалі математичної фізики Інституту математики НАН України.
1973—1977 рр. працював молодшим та старшим науковим співробітником відділу теорії диференціальних рівнянь Львівського філіалу математичної фізики Інституту математики НАН України
1978—1987 рр. старший науковий співробітник відділу теорії диференціальних рівнянь Інституту прикладних проблем механіки і математики НАН України.
1987 рік - доцент кафедри вищої математики у Львівській політехніці.
1993 рік - завідувач кафедри обчислювальної математики та програмування,
2007 р. рік — завідувач кафедри вищої математики, яку він очолює і нині.
2001 р. рік — директор Інституту прикладної математики та фундаментальних наук Національного університету «Львівська політехніка».
1974 р. рік — захистив кандидатську дисертацію «Обобщение метода разделения переменных», науковий керівник — Скоробогатько Віталій Якович.
1992 р рік — доктор фізико-математичних наук
1994 р. рік — присвоєно Вчене звання професора
Підготував 8 кандидатів наук; є науковим консультантом двох здобувачів наукового ступеня доктора наук.
Організатор багатьох міжнародних конференцій, керівник наукових семінарів, член спеціалізованих Вчених рад із захисту кандидатських і докторських дисертацій, член редколегій фахових журналів.

## Навчальна робота
В університеті читає курс функціонального аналізу.

## Нагороди та відзнаки
- Грамота Президії Верховної Ради Української РСР (1979 р.)
- Почесна грамота Кабінету міністрів України (2004 р.).
- Заслужений діяч науки і техніки України (2016)[1]
- Почесний професор Львівської політехніки (2017)[2].

## Наукові інтереси
Основні напрям наукових досліджень — теорія крайових задач для рівнянь із частинними похідними та спектральної теорії диференціальних рівнянь, автор нового узагальненого методу відокремлення змінних.

## Основні публікації
Він є автором понад 150 наукових праць, зокрема чотирьох монографій, понад 40 навчально-методичних праць, у тому числі понад 20 навчальних посібників, з яких 8 — із грифом Міністерства освіти і науки України.
Серед них:
- Функції комплексної змінної. Перетворення Фур'є та Лапласа [Текст]: навч. посіб. для студ. техн. спец. вищих закл. освіти / Дасюк, Ярослав Іванович; Ільків, Володимир Степанович; Каленюк, Петро Іванович; Костробій, Петро Петрович; Нитребич, Зіновій Миколайович ; Інститут змісту і методів навчання, Державний ун-т «Львівська політехніка». — Л. : [б.в.], 1999. — 271 с.: іл. — (Математика для інженерів). — ISBN 966-553-161-1
- Операційний метод побудови розв'язку задачі Коші для однорідної системи диференціальних рівнянь із частинними похідними безмежного порядку [Текст] / П. І. Каленюк [та ін.] ;Нац. акад. наук України, Ін-т приклад. пробл. механіки і математики ім. Я. С. Підстригача. — Л. : [б.в.], 1995. — 42 с. — (Препр. / НАН України, Ін-тприклад. пробл. механіки і математики ім. Я. С. Підстригача ; 1-95)
- Вступ до числових методів [Текст]: навч. посіб. для вищих закладів освіти / П. І. Каленюк [таін.] ; Державний ун-т «Львівська політехніка». — Л. : Вид-во Державного ун-ту «Львівська політехніка», 2000. — 145 с.: рис. — (Математика для інженерів). — ISBN 966-553-091-7
- Збірник задач з диференціальних рівнянь [Текст]: навч. посіб. для вищ. закл. освіти/ Рудавський, Юрій Кирилович; Каленюк, Петро Іванович; Тацій, Роман Мар'янович; Костробій, Петро Петрович; Клюйник, Іван Федорович; Л. Й. Кучмінська; Кісілевич, Володимир Васильович ; Національний ун-т «Львівська політехніка». — Л. : Видавництво Національного ун-ту «Львівська політехніка», 2001. — 244 с.: рис. — (Математика для інженерів). — ISBN 966-553-096-8
- Інформатика, комп'ютерна техніка та програмування. Конспект лекцій [Текст]: навч. посібник для студ. дистанційної форми навчання вищих техн. навч. закл. / П. І. Каленюк [та ін.] ; ред. І. Т. Кравець [та ін.] ; Національний ун-т «Львівська політехніка». Інститут дистанційного навчання. — Л. : Видавництво Національного ун-ту «Львівська політехніка», 2003. — 127 с.: рис. — (Серія «Дистанційне навчання» ;№ 6). — Бібліогр.: с. 127. — ISBN 966-553-269-3
- Основи роботи всередовищах Microsoft Excel 2000 та Microsoft Access 2000 [Текст]: лекції та завдання до лабораторних робіт: Навч. посіб. для студ. вищих навч. закл. / Демків, Ігор Іванович; Каленюк, Петро Іванович; Клюйник, Іванна Іванівна; Кравець, Ірина Теодорівна; Петрович, Роман Йосипович; Національний ун-т «Львівська політехніка». — Л. : Каменяр, 2003. — 154 с.:рис. — Бібліогр.: с. 147. — ISBN 5-7745-0992-3
- Практикум з програмування (Turbo Pascal, Object Pascal — Delphi) [Текст]: навчальний посібник для підгот. студ. вищих навч. закл. за напрямом 0501 «Економіка та підприємництво»/ П. І. Каленюк [та ін.] ; Національний ун-т «Львівська політехніка». — Л. :Видавництво Національного універститету «Львівська політехніка» , 2005. — 176 с.— ISBN 966-553-491-2
- Теорія ймовірностей і математична статистика [Текст]: навч. посіб. для підгот. студ.вищ. навч. закл. за напрямами 0916 «Хімічна технологія та інженерія» / П. І. Каленюк [та ін.] ; Національний ун-т «Львівська політехніка». — Л. :Видавництво Національного університету «Львівська політехніка» , 2005. — 240 с.— (Математика для інженерів). — ISBN 966-553-462-9
- Практикум з програмування на VBA [Текст]: навч. посіб. для студ. екон.спец. / П. І. Каленюк [та ін.] ; Національний ун-т «Львівська політехніка». —Л. : Видавництво Національного університету «Львівська політехніка», 2005. —208 с. — Бібліогр.: с. 206. — ISBN 966-553-481-1
- Збірник тестових завдань з вищої математики [Текст]: навч. посіб. для підготов. до модул. та семестр. контролів: у 2 ч. / Нац. ун-т «Львів. політехніка», Центр тестуваннята діагностики знань ; за заг. ред. проф. Ю. Я. Бобала, проф. З. Г. Піха. — Л.: Вид-во Львів. політехніки, 2011 .Ч. 1 / [Каленюк П. І. та ін.]. — 2011. — 208с. — Назва обкл. : Вища математика. — 300 экз. — ISBN 978-617-607-126-6
- Збірник задач з теорії ймовірностей [Текст]: навч. посіб. / П. І. Каленюк та ін. ; за ред.д-ра фіз.-мат. наук, проф. П. І. Каленюка; Нац. ун-т «Львів. політехніка». —Л. : Вид-во Львів. політехніки, 2012. — 246 с. : рис., табл. — Бібліогр.: с.195-196 .— ISBN 978-617-607-300-0
- Лінійна алгебра та аналітична геометрія [Текст]: навч. посіб. / О. М. Рибицька, Д. М. Білонога, П. І. Каленюк ; Нац. ун-т «Львів. політехніка». — 2-е вид., випр. —Л. : Вид-во Львів. політехніки, 2013. — 120 с. : рис., табл. — Бібліогр.: с.116.— ISBN 978-617-607-499-1